# 平鎮 (大字)
平鎮，原稱安平鎮，是臺灣桃園市平鎮區的一個傳統地域名稱，位於該區西南部。相較於今日行政區，其範圍大致包括平鎮里、平安里不含東南端一小部分、金星里、平南里西大半部、鎮興里不含東南端凸出部分。

## 歷史
台灣清治末期至日治初期，平鎮地區為一街庄，稱為「安平鎮庄」，隸屬於桃澗堡。該庄北與宋屋庄為鄰，東北隔老街溪與北勢庄為界，東與南勢庄為鄰，南邊為山仔頂庄、八張犁庄，西邊為矮坪仔庄、草湳陂庄。
1901年（日治明治三十四年）11月，全台廢縣廳改設二十廳，該庄隸屬於桃仔園廳。1903年（明治三十六年），改名桃園廳。1909年（明治四十二年）10月，合併二十廳為十二廳，該庄隸屬不變。1920年（大正九年），廢十二廳改設五州二廳，該庄改制並改名為「平鎮」大字，隸屬於新竹州中壢郡平鎮庄。
戰後平鎮庄改制為平鎮鄉，隸屬於新竹縣，大字亦改制為村。1950年桃、竹、苗分治，平鎮鄉改隸屬於桃園縣。1992年3月，平鎮鄉因人口達15萬而改制為平鎮市，村改制為里。2014年12月，桃園縣升格為直轄桃園市，平鎮市改制為平鎮區。
本地區因人口增加，已分拆為多個里。

## 聚落
本地區發展較早的聚落有坑背、老厝場、大文欄(大水湳)、安平鎮（平鎮）等，在日治期初期的官方地圖上已有記載。此外，本地區尚有大坑缺(大坑崁)、八角塘、伯公潭(土地公潭)、謝屋陂、虎頭崗、瓦窯湖、港口(大庄)、灣潭、鴉片煙潭 等聚落。
| 里名   | 鄰數 | 人口數 | 主要聚落                                                 | 里長   |
| ------ | ---- | ------ | -------------------------------------------------------- | ------ |
| 平鎮里 | 32   | 5,216  | 水汴頭、大庄、伯公潭                                     | 王耀棟 |
| 鎮興里 | 29   | 3,496  | 八角塘、鴉片菸潭、矮崗仔、大坑缺、大坑崁、大崎腳、瓦窯湖 | 黃志杰 |

## 交通
台鐵縱貫線大致以東北－西南走向經過平鎮地區北部邊界外不遠處。東北側最近的是中壢車站，屬一等站，除部分普悠瑪號、自強號班次外，其餘各級列車均有停靠：西南側最近的是埔心車站，屬三等站，僅停靠區間車。
省道台1線又稱「縱貫公路」，是台北至屏東楓港的幹道，大致以東北－西南走向經過本地區西北部邊界地帶。由該道路向東北可前往中壢、桃園、龜山等地，向西南可前往楊梅、老湖口、山崎等地。
省道台66線為於東西向快速道路系統「東西向快速公路－觀音大溪線」，大致以西北—東南走向轉橫向經過平鎮地區東北部近邊界地帶。境內未設交流道，最近的是東側邊界外不遠處與市道113號交會口的「平鎮二交流道」。由該道路向西北可前往新屋、觀音大潭並止於省道台61線（西部濱海快速道路）路口，向東南可前往大溪南興接縣道112甲線以前往國道3號的大溪交流道。
市道113號（中豐路南勢一段）是大園至龍潭十一份的道路，大致以北北東—南南西走向經過本地區東北部邊界地帶。由該道路向北北東可前往中壢、青埔、大園等地，向南南西轉南可前往龍潭、十一份並止於省道台3乙線路口。
區道桃72線（南平路二段、南平路）是戲棚跡至霄裡的道路，大致以西北西—東南東走向轉西南西—東北東走向蜿蜒經過本地區中北部。由該道路向西北西轉西南西再轉西北可前往高山頂的戲棚跡並止於區道桃102線路口，向東北東轉東南可前往南勢、東勢、霄裡並止於市道114號路口。
區道桃73（中興路）是埔心至三角林的道路，大致以北北西－南南東走向蜿蜒經過本地區西南部。向北北西可前往草湳陂的埔心聚落並止於省道台1線路口，向南南東可前往龍潭市區並止於省道台3線路口。